# Rorschacherberg
Rorschacherberg ist eine politische Gemeinde im Kanton St. Gallen. Sie befindet sich im Wahlkreis Rorschach.

## Geographie

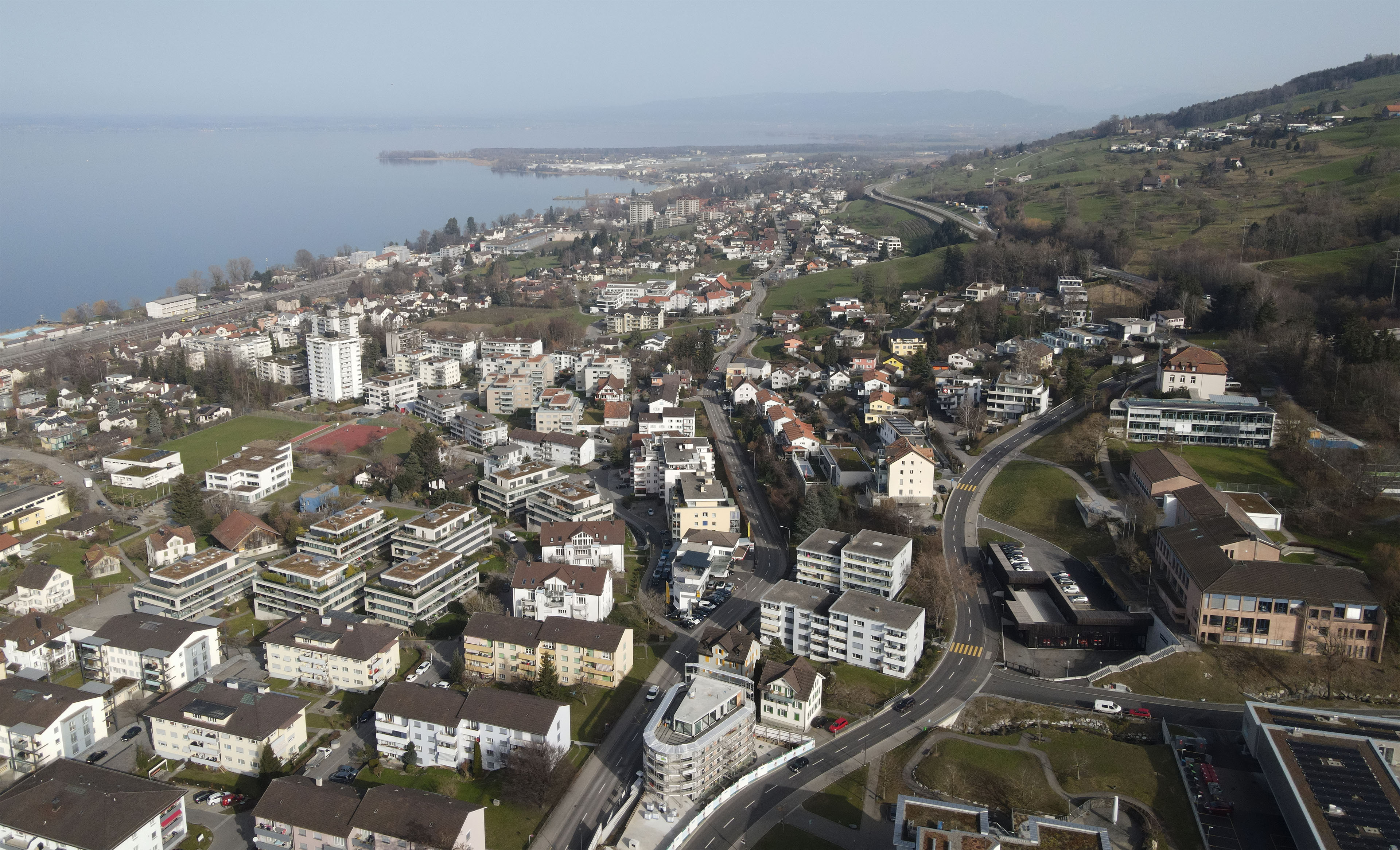
Luftbild der östlichen Seite der Gemeinde Rorschacherberg aus 75 m über der Mehrzweckhalle von Raphael Paul 2021

Rorschacherberg liegt auf einem Hang oberhalb von Rorschach und erstreckt sich bis zum Bodensee östlich von Rorschach, beide Gemeinden sind mit ihren Siedlungszonen weitgehend zusammengewachsen.
In Rorschacherberg stehen die Schlösser St. Annaschloss, Wartensee, Wartegg und Wiggen (siehe unten).
Die Rorschach-Heiden-Bergbahn (Heidnerbahn) hält in Rorschacherberg an den Haltestellen Seebleiche und Sandbüchel.

## Fusionspläne
Rorschach, Rorschacherberg und Goldach prüften 2007 eine Fusion zu einer „Stadt am See“ mit rund 25'000 Einwohnern, was eine der grössten Städte im Kanton St. Gallen ergeben hätte. Nachdem sich in Goldach eine Fusion wegen des niedrigeren Steuerfusses als politisch nicht durchsetzbar erwies, stand nur eine Fusion von Rorschach und Rorschacherberg zur Diskussion, welche seitens Rorschacherberg Ende 2008 abgelehnt wurde. In Rorschach wurde die Fusion hingegen stark befürwortet, da sie starke Steuersenkungen zur Folge gehabt hätte.
Im Jahr 2014 wurde erneut eine Grundsatzabstimmung über die Fusion der drei Gemeinden zur „Stadt am See“ durchgeführt. Ziel dieser Abstimmung war es, den Gemeinderäten einen Auftrag zur vertieften Prüfung zu erteilen und innerhalb von zwei Jahren eine definitive Abstimmung zur Fusion durchzuführen. Diese Grundsatzabstimmung wurde wieder, wie die vorherigen, von den Gemeinden Goldach und Rorschacherberg klar abgelehnt und von der Stadt Rorschach mit deutlicher Mehrheit angenommen.

## Bevölkerung
| Jahr      | 1468         | 1831  | 1850  | 1900  | 1950  | 1980 | 2000  | 2010  | 2019  |
| Einwohner | 21 Haushalte | 1108  | 1075  | 1785  | 2705  | 5294 | 6483  | 6922  | 7382  |
| Quelle    | [ 7 ]        | [ 7 ] | [ 7 ] | [ 7 ] | [ 7 ] |      | [ 7 ] | [ 8 ] | [ 8 ] |

## Sehenswürdigkeiten
Die beiden Schlösser Wartegg und Wartensee werden heute als Hotel bzw. als Tagungs- und Begegnungszentrum genutzt.

## Persönlichkeiten
- Diethelm Blarer von Wartensee (1503–1564), Abt von St. Gallen
- Karl Stadler (1921–2012), Benediktinermönch und Künstler
- Hans E. Deutsch (1927–2014), Kunstmaler